# 月村奎
月村奎（つきむら けい、10月20日生）は、日本の小説家。群馬県出身、血液型はAB型。
BLを主題とした作品を発表している。
初の単行本は「Wish」（1996年2月白泉社出版）

## 作品
（ ）内は出版年度、挿絵
花丸ノベルズ（白泉社）
- Wish（1996年、堂本ミカ）
- エンドレス・ゲーム（1996年、梧桐あさ）
- エッグスタンド（1996年、梧桐あさ）
- きみの処方箋（1997年、梧桐あさ）
- Release（1997年、梧桐あさ）
- レジーデージー（1998年、依田沙江美）
- おとなり（1998年、堂本ミカ）
- ブレッド・ウィナー（1999年、梧桐あさ）

ディアプラス文庫 （新書館）
- believe in you（2000年、佐久間智代）
- そして恋がはじまる（2000年、夢花李）
- Spring Has come！（2001年、南野ましろ）
- step by step（2001年、依田沙江美）
- もうひとつのドア（2001年、黒江ノリコ）
- 秋霖高校第二寮　1（2002年、二宮悦巳）
- エンドレス・ゲーム（2002年、金ひかる）
- 秋霖高校第二寮　2（2003年、二宮悦巳）
- エッグスタンド（2004年、二宮悦巳）
- きみの処方箋（2004年、鈴木有布子）
- 家賃（2005年、松本花）
- 秋霖高校第二寮　3（2006年、二宮悦巳）
- Wish（2007年、橋本あおい）
- ビター・スイート・レシピ（2008年、佐倉ハイジ）
- 秋霖高校第二寮　リターンズ1（2008年、二宮悦巳）
- 秋霖高校第二寮　リターンズ2（2009年、二宮悦巳）
- レジーデージー（2010年、依田沙江美）
- CHERRY（2010年、木下けい子）
- 秋霖高校第二寮　リターンズ3（2010年、二宮悦巳）
- 恋を知る（2011年、金ひかる）
- おとなり（2011年、陵クミコ）
- ブレッド・ウィナー（2011年、木下けい子）
- すき（2011年、麻々原絵里依）
- 恋愛☆コンプレックス（2012年、陵クミコ）
- 不器用なテレパシー（2012年、高星麻子 ）
- 嫌よ嫌よも好きのうち？（2012年、小椋ムク ）
- teenage blue（2013年、宝井理人）
- 50番目のファーストラブ（2012年、高久尚子 ）
- 恋する臆病者（2014年、小椋ムク）
- すみれびより（2015年、草間さかえ）
- Release（2016年、松尾マアタ）
- 遠回りする恋心（2016年、真生るいす ）
- 恋は甘くない？（2016年、松尾マアタ）
- ずっとここできみと（2017年、竹美家らら）
- それは運命の恋だから（2018年、橋本あおい）
- ボナペティ!（2018年、木下けい子）
- 耳から恋に落ちていく（2019年、志水ゆき）

キャラ文庫 （徳間書店）
- アプローチ（2001年、夏乃あゆみ）
- そして恋が始まる（2000年、夢花李）
- そして恋がはじまる(2) いつか青空の下で（2004年、夢花李）
- きみに言えない秘密がある（2020年、サマミヤアカザ）

SHYノベルス（太洋図書）
- 眠り王子にキスを（2013年、木下けい子）
- 片思いアライアンス（2014年、穂波ゆきね）
- 家族になろうよ（2014年、宮城とおこ）
- 隣人は恋人のはじまり（2015年、木下けい子）
- 初恋大パニック（2016年、秋平しろ）
- きみはまだ恋を知らない（2016年、志水ゆき）
- 初恋アミューズメント（2018年、秋平しろ）
- 甘くて切ない（2019年、yoco）
- ロマンス不全の僕たちは（2020年、苑生）

H&C Comics CRAFT SERIES（太洋図書）
- 恋になれ！（2013年、樹要）
- いつも王子様が（2013年、木下けい子）
- 恋なんかしたくない 今日から兄弟になりました（2014年、樹要）
- 恋なんかしたくない　今日から恋人になりました（2015年、樹要）
- 本当は好きなのに（2017年、樹要）